# سوناتين
سوناتين هو فيلم ياباني من تأليف وإخراج تاكيشي كيتانو، الذي صدر في عام 1993.و نال به الاعتراف من قبل الجمهور الغربي.

## قصة
توجه Murakawa ، الذراع اليمنى لالزعيم ياكوزا كيتاجيما على وجه السرعة لمساعدة قبيلة ناكاماتسو في الحرب ضد عنان، عشيرة منافسة.
لحماية أنفسهم، لجأ Murakawa إلى أوكيناوا مع عدد قليل من الرجال في منزل على شاطئ البحر، حتى تهدأ الأمور.
فشلت محاولات الهدنة بين العشيرتين . وينتهي الامر إلى قتل زعيم عشيرة ناكاماتسو.
يكتشف Murakawa أن حليفه الرئيسي كان من البداية عشيرة عنان، وان ناكاماتسو كان يريد التخلص من Murakawa.
من اجل الانتقام، يذهب إلى قبيلة ناكاماتسو، ويقتل الأعضاء الحاضرين، ثم ينتحر.

## وصلات خارجية
- سوناتين على موقع IMDb (الإنجليزية)
- سوناتين على موقع ميتاكريتيك (الإنجليزية)
- سوناتين على موقع روتن توميتوز (الإنجليزية)
- سوناتين على موقع نتفليكس (الإنجليزية)
- سوناتين على موقع ألو سيني (الفرنسية)
- سوناتين على موقع Turner Classic Movies (الإنجليزية)
- سوناتين على موقع أول موفي (الإنجليزية)
- سوناتين على موقع فيلمافينيتي (الإسبانية)
- سوناتين على موقع قاعدة بيانات الأفلام السويدية (السويدية)
- سوناتين على موقع قاعدة بيانات الفيلم (الإنجليزية)